# Мірча Редулеску
Мірча Редулеску (рум. Mircea Rădulescu, нар. 31 серпня 1941, Бухарест) — румунський футболіст, що грав на позиції захисника. По завершенні ігрової кар'єри — тренер.
Виступав, зокрема, за клуб «Спортул».

## Ігрова кар'єра
Народився 31 серпня 1941 року в місті Бухарест. Вихованець футбольної школи клубу «Рапід» (Бухарест).
У дорослому футболі дебютував 1959 року виступами за команду «Спортул», кольори якої і захищав протягом усієї своєї кар'єри гравця, що тривала чотирнадцять років. 

## Кар'єра тренера
Розпочав тренерську кар'єру відразу ж по завершенні кар'єри гравця 1972 року як тренер молодіжної команди клубу «Спортул».
У 1988 році став головним тренером команди Румунія (мол.), тренував молодіжну збірну Румунії два роки.
Згодом протягом 1990–1992 років очолював тренерський штаб клубу Румунія.
У 1992 році прийняв пропозицію попрацювати у клубі «Рапід» (Бухарест). Залишив бухарестську команду 1993 року.
Протягом одного року, починаючи з 1993, був головним тренером команди Єгипет.
У 1995 році запрошений керівництвом клубу «Рапід» (Бухарест) очолити його команду, з якою пропрацював до 1996 року.
З 1997 і по 1998 рік очолював тренерський штаб команди Сирія.
У 2000 році став головним тренером команди Алжир, тренував збірну Алжиру один рік.
Протягом тренерської кар'єри також очолював команди «Спортул», «КС Університатя» та «Клуб Африкен», а також входив до тренерських штабів клубів Румунія (мол.) та Румунія.
Наразі останнім місцем тренерської роботи був клуб «Волунтарі», головним тренером команди якого Мірча Редулеску був протягом 2015 року.

## Зовнішні посилання
- Mircea Rădulescu, o viață în slujba fotbalului sportrevolution.ro (рум.)